# (2617) Jiangxi
(2617) Jiangxi ist ein Asteroid des Hauptgürtels, der am 26. November 1975 am Purple-Mountain-Observatorium in Nanjing entdeckt wurde.
Benannt ist der Asteroid nach der chinesischen Provinz Jiangxi.